# Harlan Marbley
Harlan Joseph Marbley est un boxeur américain né le 11 octobre 1943 à White Oak, dans le Maryland, et mort le 13 mai 2008.

## Carrière
Harlan Marbley participe aux Jeux panaméricains de Winnipeg en 1967 en catégorie poids mouches et y remporte la médaille de bronze. Il s'illustre ensuite lors des Jeux olympiques de Mexico en 1968 en remportant la médaille de bronze en catégorie poids mi-mouches.
Harlan Marbley a concouru en tant que poids léger aux Jeux olympiques de 1968. Il est arrivé à Mexico avec un record d’amateur de 189-5, après avoir remporté le titre All-Army et une médaille de bronze aux Jeux panaméricains de 1967. Au moment des Jeux de Mexico en 1968, il travaillait comme agent de sécurité au département de police de DC. La vie ne fut plus jamais aussi belle pour lui.
Marbley a grandi dans des circonstances difficiles et a cherché de l'argent pour joindre les deux bouts. Il n'a jamais boxé professionnellement mais est devenu plus tard un conseiller jeunesse. Sa femme, Jane, a travaillé comme concierge au Washington Navy Yard. En 1979, une connaissance lui a tiré dessus à plusieurs reprises, puis elle fut enfermée dans une pièce du Navy Yard et son corps fut retrouvé cinq jours plus tard. Marbley a poursuivi en soutenant ses deux jeunes fils en tant que père célibataire en travaillant dans la cuisine d'un hôpital VA près de Washington. En 1988, l'un de ces fils, Riveyone, avait 18 ans lorsqu'il a été abattu et tué au coin de la rue.